# Андрисек, Франц
Франц Йозеф Андрисек (нем. Franz Josef Andrysek, 8 февраля 1906 — 9 февраля 1981) — австрийский тяжелоатлет, олимпийский чемпион и чемпион Европы.

## Биография
Франц Андрисек родился в 1906 году в Вене. В 1924 году он принял участие в Олимпийских играх в Париже, но не завоевал медалей. В 1928 году на Олимпийских играх в Амстердаме стал обладателем золотой медали. В 1929 году выиграл чемпионат Европы, на чемпионате Европы 1934 года стал обладателем бронзовой медали.